# Trichoplus vicinus
Trichoplus vicinus är en skalbaggsart som beskrevs av Louis Albert Péringuey 1900. Trichoplus vicinus ingår i släktet Trichoplus och familjen Cetoniidae. Inga underarter finns listade i Catalogue of Life.